# Copperhead (cómic)
Copperhead es el nombre de tres supervillanos diferentes que aparecen en los cómics estadounidenses publicados por Marvel Comics. El primer Copperhead fue Lawrence Chesney, quien hizo su debut en Daredevil #124 (agosto de 1975) y fue creado por los escritores Len Wein y Marv Wolfman, y el artista Gene Colan. El segundo Copperhead, Arthur Reynolds, era un compañero de trabajo de Chesney y le robó su disfraz después de que Chesney fuera asesinado. Reynolds apareció por primera vez en Human Fly #8 (abril de 1978) del escritor Bill Mantlo y el artista Frank Robbins. La tercera persona que usa el nombre Copperhead no tiene ninguna relación con los dos primeros personajes, Davis Lawfers, que tomó el nombre de la serpiente del mismo nombre. Lawfers apareció por primera vez en Captain America #337 (1988) creado por los escritores Mark Gruenwald y Ralph Macchio y el artista Tom Morgan.
La enfermedad mental de Chesney le hizo pensar que era Copperhead, un héroe de ficción pulp que leía cuando era niño. Chesney dejaba monedas de cobre en los ojos de las víctimas de sus asesinatos. Cuando empezó a perseguir al escritor y editor de las historias originales de Copperhead, Daredevil lo detuvo. Durante la pelea, Chesney fue alcanzado por un rayo y murió. Reynolds trabajó con Chesney como guardia del museo y más tarde descubrió la identidad secreta de Chesney. Usando el disfraz, planeó robar el museo donde trabajaba como guardia, pero fue detenido por White Tiger y Human Fly.
El tercer Copperhead, originalmente era un secuaz de Viper, al que se le dio un traje con poderes incorporados basados en Copperhead. El se asoció con Fer-de-lance, Black Racer y Puff Adder y formaron el Escuadrón Serpiente, una estratagema para que los aceptaran en la Sociedad Serpiente. El grupo es aceptado por Sidewinder y la Sociedad Serpiente, lo que les permite ayudar a expulsar a Sidewider del poder, lo que permite a Viper tomar el control del grupo. Cuando Viper es depuesto más tarde, Copperhead abandona la Sociedad Serpiente. Más tarde regresó a la Sociedad Serpiente y se convirtió en parte de Serpent Solutions cuando el grupo se reorganizó en 2015.

## Historial de publicaciones
La versión de Copperhead de Lawrence Chesney apareció por primera vez en Daredevil #124-125 (agosto-septiembre de 1975), y fue creada por Len Wein, Marv Wolfman y Gene Colan. El personaje aparece posteriormente en Human Fly #9 (mayo de 1978), Daredevil #1/2 (1998) y Daredevil/Spider-Man #1-4 (enero-abril de 2001). Copperhead recibió una entrada en el All-New Official Handbook of the Marvel Universe AZ #3 (2006).
El segundo Copperhead apareció en Human Fly #8-9 (abril-mayo de 1978), y fue creado por Bill Mantlo y Frank Robbins.
El tercer Copperhead apareció en Capitán América #337 (1988), y fue creado por Mark Gruenwald, Ralph Macchio y Tom Morgan.

## Biografía ficticia

### Lawrence Chesney
Lawrence Chesney creció escuchando las historias de un héroe de ficción popular llamado Copperhead de boca de su padre, quien fue el modelo para las portadas de las revistas pulp Copperhead y llegó a creer que él mismo era Copperhead. Chesney, deformado por la locura de su padre, asume el disfraz de Copperhead y deja su tarjeta de presentación de centavos de cobre en los ojos de sus víctimas. Sus asesinatos del escritor y el editor de las revistas pulp Copperhead le atraen la atención de Daredevil. Mientras lucha contra Daredevil, Copperhead es alcanzado por un rayo y muere electrocutado.
Después de morir, Copperhead se convierte en el agente de un demonio. Es enviado de regreso a la Tierra para recuperar el alma de Spider-Man, pero falla después de luchar contra Spider-Man y Daredevil.
Durante la historia de "Dark Reign", Quasimodo investigó a Copperhead para Norman Osborn. Quasimodo no pudo evaluarlo más a menos que encontraran la identidad del demonio al que sirve. Entonces Copperhead sería un buen aliado si Hood se excede en sus límites.

### Arthur Reynolds
Arthur Reynolds descubrió que su antiguo compañero de trabajo en el museo, Lawrence Chesney, había sido Copperhead y había sido asesinado. Reynolds irrumpió en el apartamento de Chesney y robó un disfraz de Copperhead de repuesto, asumiendo la identidad. Su plan de robar el museo fue frustrado por White Tiger y Human Fly.

### Davis Lawfers
Davis Lawfers nació en Rochester, Nueva York. El fue funcionario público antes de convertirse en agente de Viper y criminal profesional. Copperhead fue el líder del cuarto Escuadrón Serpiente, que también estaba formado por Fer-de-lance, Black Racer y Puff Adder. El cuarteto robó un casino de Las Vegas y luchó contra el Capitán América, Falcon, Nomad y D-Man para atraer la atención de Sidewinder, entonces líder de la Sociedad Serpiente.El Escuadrón Serpiente fue liberado de la cárcel por Sidewinder,y fueron incluidos en la Sociedad Serpiente. En verdad, fueron enviados por Viper para que pudiera infiltrarse en la organización y asumir el cargo de nuevo líder.Después de que se organizó el golpe, Copperhead fue asignado por Viper, junto con Cobra y Boomslang para poner un agente mutagénico en el suministro de agua de Washington D. C.. Durante esa misión, él y Cobra tuvieron conflictos de personalidad y no se llevaron bien, y lucharon contra el Capitán América y Diamondback.Después de que el complot de Viper fue frustrado, la Sociedad se reorganizó con Cobra como el nuevo líder. Copperhead no se quedó mucho tiempo y desapareció silenciosamente de las filas de la Sociedad.
Durante la historia de la Invasión secreta, Lawfers se reincorporó a la Sociedad. La Sociedad tomó como rehenes a varios civiles en un complejo en el Medio Oeste de los Estados Unidos alegando que se estaban protegiendo de los Skrulls. Sin embargo, ellos fueron fácilmente derrotados por Nova y su nuevo Cuerpo Nova.
Como parte del evento All-New, All-Different Marvel, Copperhead aparece como miembro de la Sociedad Serpiente de Viper bajo su nuevo nombre de Serpent Solutions. El ayudó a Black Racer y Cottonmouth a atacar al Capitán América y Diamondback, donde el Capitán América se enteró demasiado tarde de que Diamondback está en alianza con Serpent Solutions, donde lo noquea y lo llevan a la sede de Serpent Solutions. Más tarde ellos fueron derrotados por el Capitán América y sus amigos.

## Poderes y habilidades
Copperhead no tiene poderes sobrehumanos. El tiene experiencia moderada en combate cuerpo a cuerpo y técnicas de lucha callejera, pero depende principalmente de sus armas.
El lleva en sus guanteletes lanzadores de dedos que proyectan descargas eléctricas ("ráfagas de veneno"); un gancho de agarre de aleación de acero y titanio con resorte, telescópico, de retracción rápida, montado en la muñeca ("colmillo disparador"), con una línea de cable de 30 pies (9,1 m); bombas de bengalas de magnesio explosivas almacenadas en el compartimento de su casco con forma de cabeza de serpiente ("ráfagas de cobre"); microventosas en guantes y botas, que permiten la adhesión a paredes y techos. Su equipo fue diseñado por técnicos contratados por Viper. Sus guanteletes necesitan ser recargados regularmente usando los cartuchos de explosión de veneno de repuesto en su cinturón.
Para protegerse, Copperhead viste una cota de malla de cobre, que funciona como una armadura corporal ligera hecha de cota de malla de micromalla cubierta con una túnica de cota de malla sintética reforzada.

## En otros medios
La encarnación de Copperhead de Davis Lawfers aparece en Captain America: Brave New World (2025), interpretado por Jóhannes Haukur Jóhannesson.